# Przypadkiem
Przypadkiem – singel polskiej supergrupy OIO, promujący album studyjny OIO.
Nagranie otrzymało w Polsce status poczwórnie platynowego singla.

## Geneza utworu i historia wydania
Piosenka została napisana i skomponowana przez Igora Ośmiałowskiego, Miłosza Stępienia i Oskara Kamińskiego, Michała Anioła i Sem0r.
Singel ukazał się w formacie digital download 6 kwietnia 2021 w Polsce za pośrednictwem wytwórni płytowej 2020. Piosenka została umieszczona na debiutanckim albumie studyjnym OIO – OIO.

## Lista utworów
- Digital download[3]

1. „Przypadkiem” – 3:02

## Certyfikaty
| Kraj          | Certyfikat         |
| ------------- | ------------------ |
| Polska (ZPAV) | 4× platynowa płyta |